# Station Sluderno-Schluderns
Station Sluderno-Schluderns is een spoorwegstation in de gemeente Schluderns (Italië-Zuid-Tirol).
De stationsnaam wordt volgens de regels van Trenitalia in het Italiaans aangegeven, gevolgd door het Duits als lokale taal.